# Classe Nevada
La classe Nevada est une classe de cuirassés de la marine militaire américaine, actifs de 1916 à 1946, qui a marqué une avancée considérable en matière de conception de dreadnoughts. Ils sont les premiers cuirassés équipés de tourelles triples, et les premiers navires à introduire le concept du blindage dit du « tout ou rien », selon lequel seules les zones vitales du navires (machines, tourelles, soutes à munition) sont blindées contre les obus de gros calibre, les autres parties du navire, considérées comme peu vulnérables, restant dépourvues de blindage. La classe Nevada est également la première classe de navire de guerre propulsée intégralement et exclusivement au gazole.

## Conception
Les cuirassés de la classe Nevada sont équipés de dix canons de 356 mm/45 calibres.

## Unités de la classe
| Nom          | Quille          | Lancement       | Armement     | Chantier                          | Destin                                                                       |
| ------------ | --------------- | --------------- | ------------ | --------------------------------- | ---------------------------------------------------------------------------- |
| USS Nevada   | 4 novembre 1912 | 11 juillet 1914 | 11 mars 1916 | Fore River Shipyard               | Coulé comme navire cible après l'opération Crossroads, en février 1946.      |
| USS Oklahoma | 26 octobre 1912 | 23 mars 1914    | 2 mai 1916   | New York Shipbuilding Corporation | Coulé le 7 décembre 1941 par les Japonais lors de l'attaque de Pearl Harbor. |

## Histoire

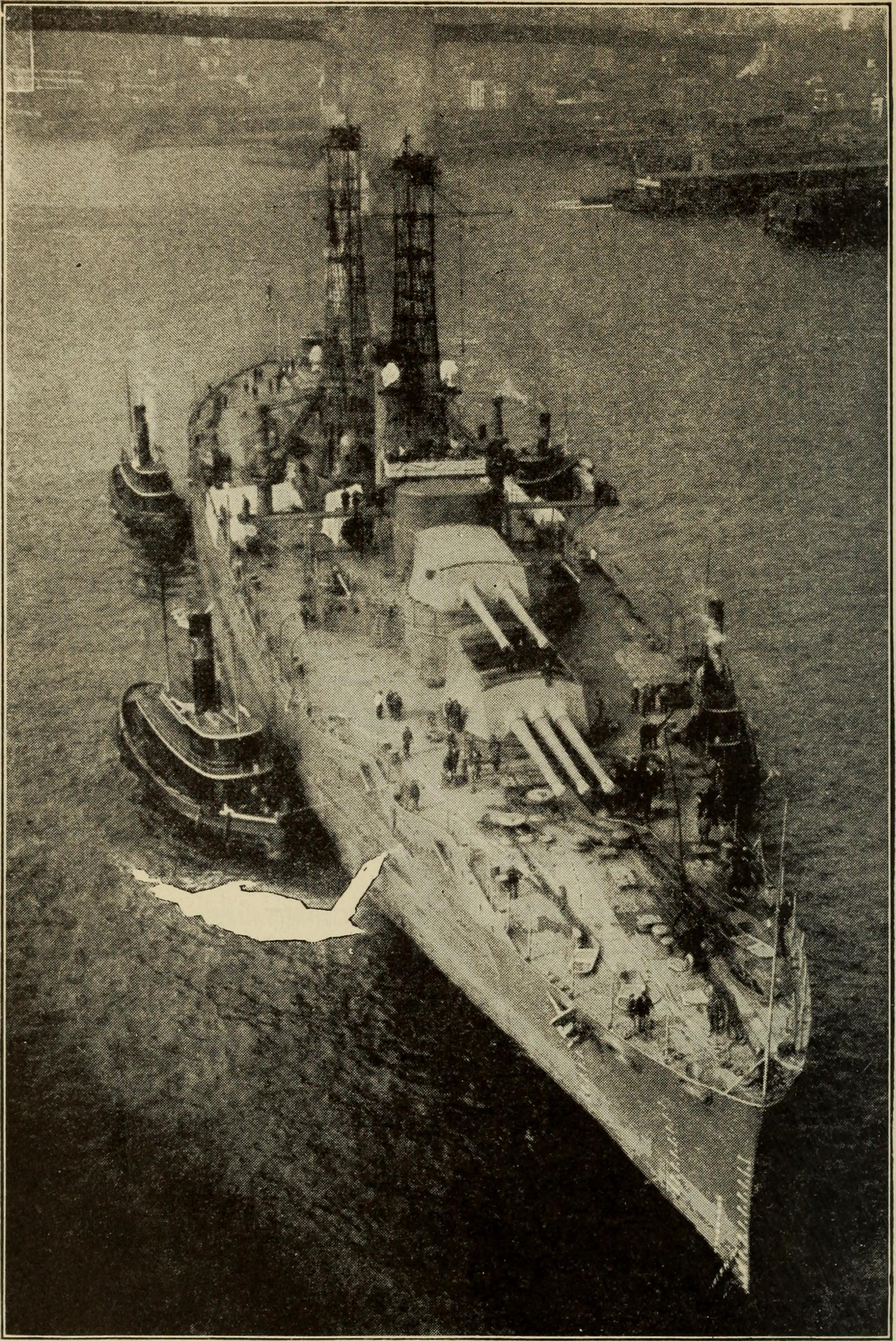
L'USS Nevada en 1921

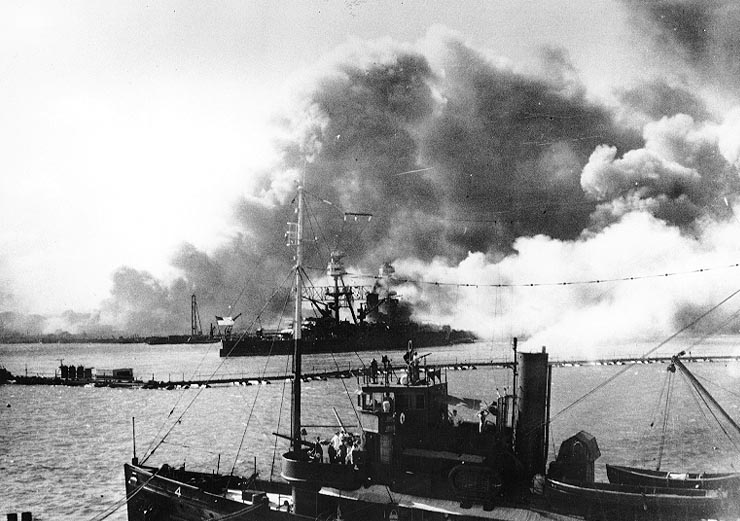
L'USS Nevada en feu le 7 décembre 1941, photographié de l'île de Ford, avec l'USS Avocet (AVP-4) au premier plan et la ligne de dragage à mi-distance.

L’USS Nevada est entré en service actif dans la Marine de guerre américaine en 1914 pendant la Première Guerre mondiale.  
À la fin du conflit de 14-18, le navire a escorté le paquebot George Washington, qui transportait le président américain Woodrow Wilson pour assister à la Conférence de la paix de Paris.
Pendant l’Entre-deux-Guerres, à partir de 1928, il est modernisé et reçoit de nouveaux armements.
Au début de la seconde guerre mondiale, l’USS Nevada est rattaché à la Base navale de Pearl Harbor où il est pris sous les bombes et les torpilles des avions japonais le 7 décembre 1941. 

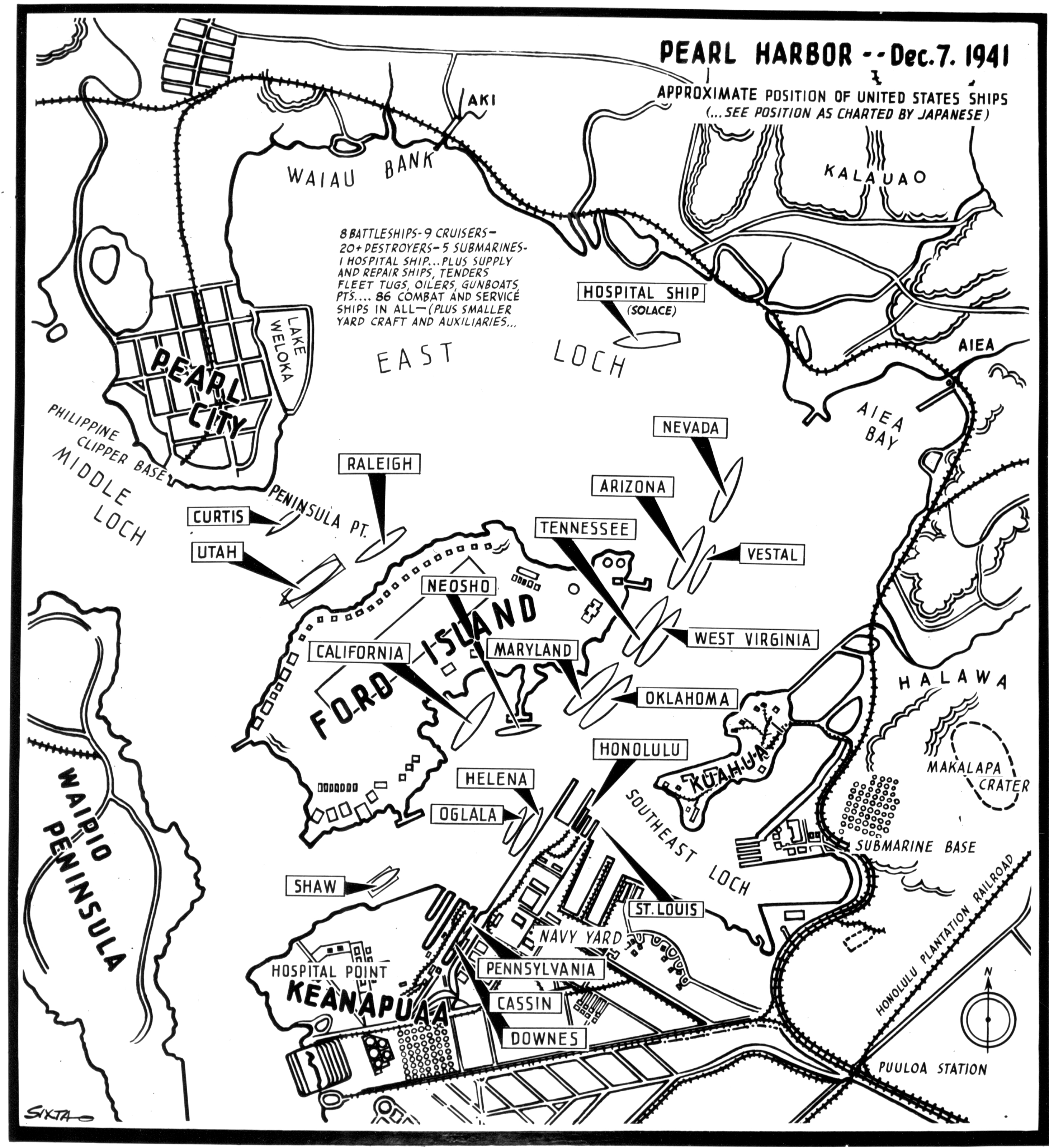
Carte de Pearl Harbor avec les positions des principaux bâtiments le 7 Décembre 1941

Il a été touché par une torpille lors de la dernière partie de l'attaque des avions torpilleurs japonais. Cela a ouvert un grand trou dans le côté bâbord du navire sous ses deux tourelles avant. Sa protection anti-torpille a assez bien résisté à l'explosion de l'ogive. Cependant, de graves fuites ont commencé dans la cloison la plus profonde, laissant entrer une quantité considérable d'eau dans le navire.
L’USS Nevada fut le seul cuirassé à se mettre en route, endommagé s'est mis en route à 8 h 40, environ une demi-heure après avoir été torpillé, et a commencé à descendre le chenal vers le chantier naval. Le cuirassé se déplaçant lentement était une cible attrayante pour les bombardiers en piqué japonais, qui l'ont frappé à la bombe, ouvrant son pont de gaillard d'avant, provoquant encore plus de fuites dans sa coque, déclenchant des incendies d'essence vers l'avant et d'autres incendies dans sa superstructure et au milieu du navire. Maintenant en grave difficulté, le Nevada s'est échoué du côté chantier naval du chenal, juste au sud de l'Île de Ford.
Alors que son équipage combattait ses nombreux incendies, le navire s'est retourné jusqu'à ce qu'il soit face au port. Avec l'aide de remorqueurs, le Nevada a ensuite reculé et s'est échoué, la poupe en premier, de l'autre côté du chenal. Le lendemain, il gisait sur le fond, dans une eau assez peu profonde. Sur l'équipage de près de 1500 membres de l'USS Nevada, 60 membres de son équipage ont été tués et 109 blessés. 
Il resta en place pendant plus de deux mois, faisant l'objet de l'un des premiers des nombreux projets de sauvetage de Pearl Harbor.
Malgré les multiples avaries et destructions, il est réparé puis en mai 1943, et rentre à nouveau en service actif dans le Pacifique avant d’être déployé dans l’Atlantique Nord où il participe à l’escorte des convois maritimes.

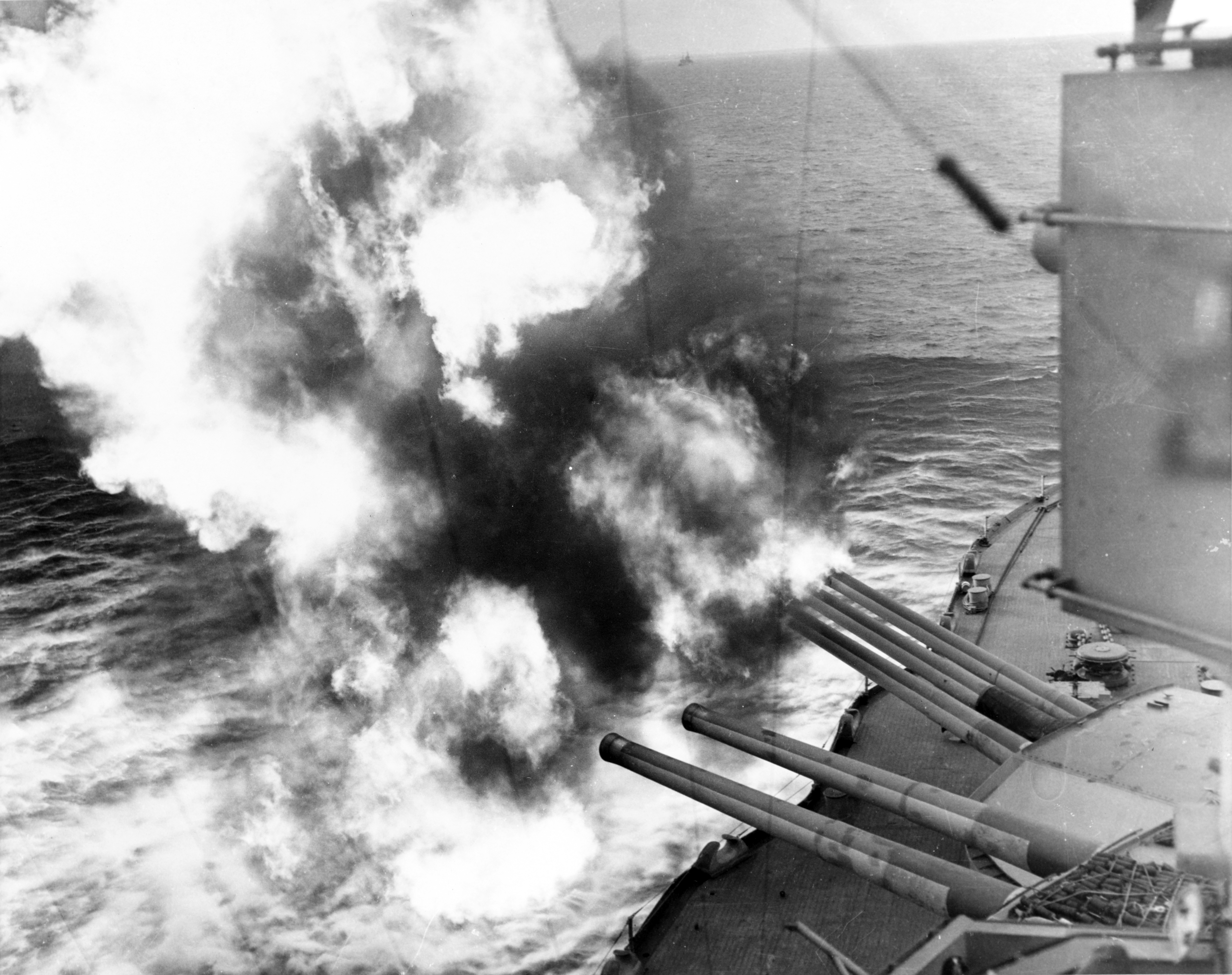
Les canons 14 pouces avant de l'USS Nevada tirent sur des positions à terre, lors du débarquement sur "Utah" Beach, le 6 juin 1944.

Navire amiral pendant l’opération Neptune le 6 juin 1944, il participe au sein de la Western Task Force à la protection de la force U puis au bombardement de la plage d’Utah Beach. Ses tirs se concentrent notamment sur les batteries d’Azeville et de Saint-Marcouf (Calvados). Pendant la bataille de Cherbourg, l’USS Nevada bombarde les batteries de Cherbourg, appuyant les forces terrestres américaines attaquant la ville.
Après la bataille de Normandie, il participe aux opérations d’appui en Méditerranée avant de retrouver le Pacifique pour y mener les derniers combats marquant la fin de la Seconde Guerre mondiale.
Après la guerre, jugé vétuste, le cuirassé est alors repeint en orange vif pour être utilisé comme navire cible lors de manœuvres militaires : en juillet 1946, des essais nucléaires aux îles Marshall lui causent d’importants dégâts et le rendent alors fortement radioactif.
Toujours à flot mais sans armes, l'USS Nevada coule le 31 juillet 1948, touché par une torpille larguée par avion lors d’un exercice de tir, à une centaine de kilomètres au sud-ouest de Pearl Harbor à très grande profondeur : à plus de 4 500 mètres sous la surface.